# Чалънджър
Вижте пояснителната страница за други значения на Чалънджър.
Космическата совалка „Чалънджър“ (на английски: Challenger) е втората американска космическа совалка от програмата „Спейс Шатъл“. Първият ѝ полет е на 4 април 1983 г. Тя извършва общо 10 полета. Последният ѝ полет е на 28 януари 1986, когато 73 секунди след излитане совалката се взривява, при което загиват всички седем души на борда. Чалънджър е заместена от совалката Индевър, която прави първия си полет през 1992, шест години след катастрофата на „Чаланджър“.

## История
Совалката е взела името си от Чаланджър – британски военен кораб използван в изследователска морска експедиция през 1870.

## Катастрофата
На 28 януари 1986 г. сутринта, на своето десето излитане, совалката се взривява 73 секунди след старта (Max Q – моментът, в който совалката се извежда в орбита и е подложена на огромно аеродинамично натоварване). Всички седем души от екипажа загиват. Последващото разследване установява, че е имало дефект в конструкцията: използвани са гумени уплътнения, които губят еластичността си при ниски температури, а в нощта преди старта е било особено студено. В резултат от това от десния спомагателен двигател се изпуска пламък, който попада върху главния горивен резервоар (централното тяло в конструкцията) и връзката на двигателя с него. Връзката се нарушава, двигателят се откача, вследствие на аеродинамичното натоварване цялата конструкция се разпада, главният горивен резервоар се деформира и се взривява.

## Полети
| #  | Дата             | Полет   | Екипаж | Бележки |
| -- | ---------------- | ------- | --- | --- |
| 1  | 4 април 1983     | STS-6   | Пол Уайтц (командир), Керъл Бобко (пилот), Доналд Питърсън и Стори Мъсгрейв.                                                                                                | Извежда сателита TDRS-1. Първа космическа разходка от совалка. |
| 2  | 18 юни 1983      | STS-7   | Робърт Крипън (командир), Фредерик Хоук (пилот), Джон Фейбиън, Сали Райд и Норман Тагард.                                                                                   | Извежда комуникационен сателит. Сали Райд става първата американка в космоса. |
| 3  | 30 август 1983   | STS-8   | Ричард Трули (командир), Даниел Бранденщайн (пилот), Дейл Гарднър, Гуйон Блъфорд и Уилям Торнтън.                                                                           | Извежда сателита Insat-1B. Първо нощно изстрелване на совалката. Гуйон Блъфорд става първият афроамериканец в космоса. |
| 4  | 3 февруари 1984  | STS-41B | Ванс Бранд (командир), Робърт Гибсън (пилот), Брюс Маккендлес, Роналд Макниър и Робърт Стюарт.                                                                              | Извежда два комерсиални сателита – неуспешно. Първа космическа разходка без връзка с кораба с помощта на автономна маневрена единица (MMU). Осъществени са две такива от астронавтите Брюс Маккендлес и Робърт Стюарт с обща продължителност 12 ч. и 12 мин. |
| 5  | 6 април 1984     | STS-41C | Робърт Крипън (командир), Френсис Скоби (пилот), Джордж Нелсън, Джеймс Ван Хофтен и Тери Харт.                                                                              | Сервизна мисия до научен сателит. |
| 6  | 5 октомври 1984  | STS-41G | Робърт Крипън (командир), Джон Макбрайд (пилот), Кетрин Съливан, Сали Райд, Дейвид Листма, Марк Гарно (Канада) и Пол Скали-Пауър.                                           | Първа мисия с две жени на борда. Марк Гарно става първият канадски астронавт. Катрин Съливан е първата жена, която прави космическа разходка. Сали Райд става първата американка и втората жена в света с два космически полета. Извежда научен сателит.     |
| 7  | 29 април 1985    | STS-51B | Робърт Овърмайер (командир), Фредерик Грегори (пилот), Дон Линд, Норман Тагард, Уилям Торнтън, Лудвиг Ван ден Берг и Тейлър Уонг.                                           | Носи Спейслаб-3. |
| 8  | 29 юли 1985      | STS-51F | Чарлс Фулъртън (командир), Рой Бриджес (пилот), Стори Мъсгрейв, Антъни Инглънд, Карл Хенице, Лорън Актън и Джон Бартоу.                                                     | Носи Спейслаб-2. |
| 9  | 30 октомври 1985 | STS-61A | Хенри Хартсфийлд (командир), Стивън Нейгел (пилот), Бони Дънбар, Джеймс Бакли, Гуйон Блъфорд, Райнхард Фурер (Германия), Ернст Месершмид (Германия) и Убо Окелс (Холандия). | Носи Спейслаб Д-1. Единствения полет на совалката с екипаж от осем астронавта (рекорд за космически полет с най-многоброен екипаж). Интернационален екипаж. Гуйон Блъфорд става първият афроамериканец с два космически полета.                              |
| 10 | 28 януари 1986   | STS-51L | Френсис Скоби (командир), Майкъл Смит (пилот), Елисън Онизука, Джудит Резник, Роналд Макниър, Криста Маколиф и Грегъри Джарвис.                                             | Совалката се взривява на 73 сек. след старта. Всичките седем астронавти загиват. Трябваше да изведе сателита TDRS-B. |

## Емблеми на полетите
|         |         |         |         |         |
| STS-6   | STS-7   | STS-8   | STS-41B | STS-41C |
|         |         |         |         |         |
| STS-41G | STS-51B | STS-51F | STS-61A | STS-51L |